# 特殊創造説
特殊創造説（とくしゅそうぞうせつ）とは、聖書の創世記のいわゆる『創造の六日間』を、文字通り24時間×6日のあいだで行われたと理解し地球が今から6000年から1万年前に作られたとする説である。一般的な創造論とは区別される。
しかし、この説では6000光年から一万光年以上の距離にある恒星の光が現在の地球にまで到達している、つまり見えることを説明できない。特殊創造論者はこれを、光速が時代によって変化しているためだと説明する。

## 概要
根本主義では、創造の日を24時間とし、アダム創造前の6日（24時間×6＝144時間）で全世界・全宇宙が創造されたとする。
クリスチャンの根本主義者たちは、この説を公立学校で教え説明せよと働きかけている。特にプロテスタントの伝統主義者たちはこれを強調し、司法の介入も含めた政治運動としており、アメリカ合衆国ルイジアナ州では、公立学校において創造論を教育に組み込むということまでなされた。この説の強力な支持教会はセブンスデー・アドベンチスト教会である(根本主義#アメリカ合衆国における根本主義の歴史も参照）。

## 特殊創造説支持者の主張

### 一般的な創造論との相違
創世記で述べられている「日」の単位が問題となる。一般的な創造論では「日」を24時間に特定していない。旧約聖書で「日」と訳されているヘブライ語（ヨーム）は様々な長さの時間を表す（例えば「終わりの日」「裁きの日」などの表記を参照）ことなどが理由として挙げられる。

### 第六日の期間について
アダムの失楽園後も、「創造の日の第六日」の7,000年が続いていた可能性がある。
というのは、滅びたアダムが聖霊による神の創造の業（第六日に行われた）を、悪霊だとするのは聖霊冒瀆（せいれいぼうとく）の危険性があるからである。善悪を知る木の実を食べたのは完全な人（アダムとエバ）だったので完全自由意志で完全故意になり、聖霊冒瀆と同じくらいの重い罪だった。
年代測定基準となる炭素14が、宇宙線の影響で地上で常に一定で作られたということが科学上の定説となっているが、聖書によると創造当初の地球は熱圏、すなわち大気圏上層のところに上方の水があり、現在の地球はノアの時の大洪水で上方の水が落ちた後なので、当初の地上の宇宙線の率とは異なることを科学者は解かっておらず、想定していない（根拠となるのが聖書の記述だけなので科学者は分らない、認められない）ので、炭素14が一定の比率で宇宙線の影響を受けていない可能性がある。従ってこの場合、放射性炭素年代測定は役に立たないという可能性が導き出される。
また上方の水が在ったため、この水の保護により、洪水前の人類の年齢は1,000歳以下がざらであったとされる。

### 進化論への反論
聖書の記述では、創造の1日ごとに順々に植物、動物が創造されており、化石証拠はその順番が正しいことを証明している（進化論学者の言うように種の区別がされていないのではなく、聖書にあるように種類に従って殖えたという区別もされている。遺伝の法則や、パスツールの実験が否定した自然発生説などでも、生物は生物の親から発生しなければならないということが肯定される。
逆に進化論学者のいう進化の生命の樹の変化の鎖環（くさりわ、例えば生物種が徐々に別種に進化した）や、突然変異説に従う連鎖（連鎖の超越）の証拠化石は発見されていない。そのため近年、進化論学者は生命の樹の説を放棄しているとされるが、他の進化説の可能性による説明や他説の模索は捨てていない。
引用している聖書の聖句の翻訳は「新世界訳聖書」A.D.1985普通版、参照資料付版である。